# 抜き射ちの竜 拳銃の歌
『抜き射ちの竜 拳銃の歌』（ぬきうちのりゅう けんじゅうのうた）は、1964年4月4日に公開された日本の映画である。監督は野口晴康。主演は高橋英樹。日活制作。

## 概要
亡き赤木圭一郎に変わって高橋英樹が主役を務めたリメイク作品第1弾。
壇竜四郎がマリファナ組織と対峙する。

## キャスト
- 壇竜四郎：高橋英樹
- コルトのジョー：宍戸錠
- りゃんこの銀：小高雄二
- 黒木梨江：山本陽子
- 両刄の源：郷鍈治
- みどり：香月美奈子
- 大沼：天坊準
- 林刑事：雪丘恵介
- 岡本健次：岩谷肇（谷隼人）
- 警部：河野弘
- 水原興業子分：長弘
- 主任刑事：宮崎準
- 水原興業子分：八代康二、瀬山孝司、里実（大門実）
- 芸能プロダクション関係者：緑川宏
- 山口吉弘
- 闇市にいる人・火消し：志方稔
- 三津田の子分：黒田剛、玉井謙介、式田賢一
- 橘田良江
- クラブのホステス：中庸子
- 上原リサ
- ストリッパー：メロディー・ジョー・レイン
- 技斗：高瀬将敏
- 水原：藤村有弘
- 前田：菅井一郎
- 三津田：垂水悟郎
- 黒木：金子信雄

## スタッフ
- 監督：野口晴康
- 脚本：山崎巌、佐藤道雄
- 企画：浅田健三
- 原作：城戸禮
- 音楽：山本直純

## 併映作品
『出撃』
- 原作：高木俊郎 / 脚本：八住利雄 / 監督：滝沢英輔 / 主演：伊藤孝雄